# Gioconda Belli
Gioconda Belli (Managua, 9 dicembre 1948) è una poetessa, scrittrice e attivista nicaraguense, che è stata privata di questa nazionalità nel 2023 e ha adottato la nazionalità cilena e successivamente la nazionalità spagnola nel 2024.
Nel 1972, con il suo primo libro, Sobre la grama, affronta apertamente il corpo e la sessualità femminile. Il suo attivismo la portò ad essere membro del Fronte Sandinista di Liberazione Nazionale (FSLN), dal 1970 al 1993, unendosi alla lotta contro la dittatura della dinastía di Anastasio Somoza e successivamente alla gestione della Rivoluzione Popolare Sandinista. Si oppone alla deriva autoritaria del regime dittatoriale della coppia Daniel Ortega e Rosario Murillo e ha dovuto andare in esilio in Spagna nel 2021..
Nel febbraio 2023, la Corte d'Appello del Distretto di Managua, in flagrante violazione dell'attuale Costituzione, l'ha privata della nazionalità nicaraguense, motivo per cui ha accettato l'offerta del presidente Gabriel Boric di diventare cittadina cilena. [6] Possiede anche la cittadinanza italiana per ascendenza. L'hanno dichiarata traditrice della patria (insieme a più di 300 persone) e le hanno confiscato i beni e la pensione di vecchiaia, insieme ad altre 94 persone, tra cui suo figlio Camilo e suo fratello Humberto.
Ha al suo attivo quattro libri di narrativa, nei quali vengono esplorati alcuni temi ricorrenti, come le vicissitudini politiche del suo paese e la lotta sandinista, il femminismo e l'emancipazione della donna, il rapporto tra l'America precolombiana e il Sud America attuale, e un certo livello di misticismo. È anche autrice di diverse raccolte di poesie, caratterizzate da una poetica sensuale e femminile.

## Biografia
Gioconda Belli nasce in Nicaragua, nel 1948 da una famiglia di origini italiane. Suo bisnonno Antonio Belli, di professione agrimensore, nacque infatti a Colma di Biella nel 1865 ed emigrò in Sud America partecipando alla costruzione del canale di Panama; spostatosi poi in Nicaragua, sposò Carlota Chamorro dando origine alla famiglia della scrittrice. Auo padre, Humberto Belli,era un impresario, sua madre, Gloria Pereira, fundatrice del Teatro Experimental de Managua. Seconda di cinque fratelli, Gioconda ha la fortuna di appartenere alla borghesia nicaraguense, cosa che le permette di portare avanti gli studi prima in Spagna e poi negli Stati Uniti, dove si diploma in giornalismo a Filadelfia.

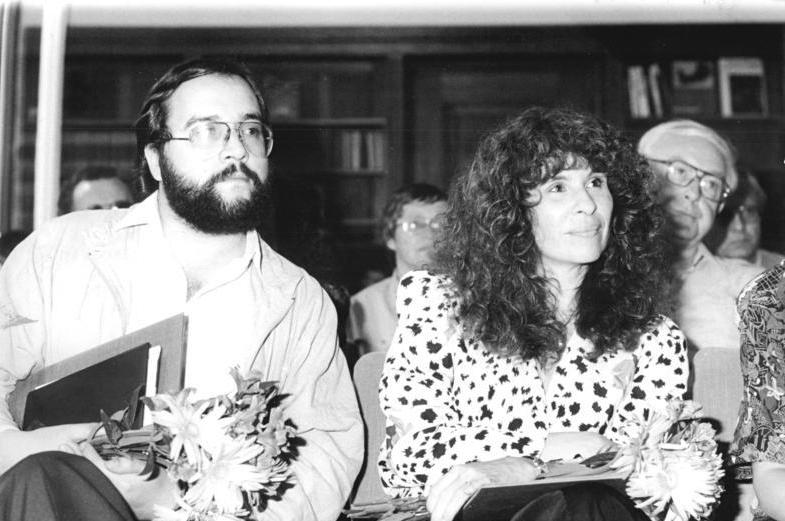
Gioconda Belli con Ramón Díaz Eterovic nel 1989

Nel 1967, dopo la specializzazione in giornalismo, torna in patria.
Dal 1970 comincia a pubblicare le sue poesie su diverse riviste letterarie del suo paese, ottenendo i primi riconoscimenti in ambito nazionale. In quello stesso anno entra a far parte del Fronte Sandinista di Liberazione Nazionale, di cui cura le relazioni internazionali. Esiliata dal regime di Somoza in Costa Rica tra il 1976 e il 1978, torna in Nicaragua per contribuire alla lotta di liberazione sandinista e, in seguito alla vittoria politica del Fronte, occupa varie cariche all'interno del governo rivoluzionario, fino al 1994, anno in cui lascia la politica attiva a causa di alcune sue divergenze con il partito. E va a Madrid.
Nel frattempo porta avanti la sua carriera letteraria, giungendo ai primi successi in ambito internazionale con la raccolta di poesie La costola di Eva, che fu un successo in molti paesi sudamericani. Ma il vero successo internazionale arriva con il suo primo romanzo, La donna abitata, pubblicato nel 1989 e tradotto anche in molti paesi Europei e in Nord America. Il libro, in parte autobiografico, racconta le vicende di una donna che entra a far parte del movimento rivoluzionario del suo paese, oppresso dalla dittatura, intrecciando alla sua storia il racconto dell'analoga resistenza perpetrata, 500 anni prima, da una donna nahua contro l'invasione spagnola.

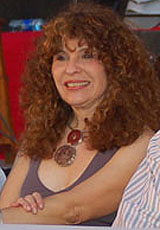
Gioconda Belli

Al primo romanzo seguiranno altre otto opere di narrativa: nel 1990 Sofia dei presagi, nel 1996 Waslala, nel 2001 Il paese sotto la pelle, racconto pienamente autobiografico degli anni della lotta sandinista, nel 2007 La pergamena della seduzione, rivisitazione storica della vita di Giovanna la Pazza, nel 2008 L'infinito nel palmo della mano, nel 2001 Nel paese delle donne, nel 2015 L'intenso calore della luna e infine nel 2019 Le febbri della memoria.
Dal 1990 Gioconda Belli vive a Santa Monica, in California, pur tornando spesso in patria, e continua la professione di scrittrice a tempo pieno. Si oppose al regime di Daniel Ortega e nel 2023 un tribunale del Nicaragua la privò della cittadinanza in quanto "traditrice della patria".
I suoi romanzi, in Italia, sono pubblicati dalle Edizioni E/O, Rizzoli e Feltrinelli. In Italia, la Belli viene tradotta sin dagli anni ottanta dal trimestrale di poesia e cultura fiorentino Collettivo R, diretto da Luca Rosi. La pubblicazione delle sue opere, come di altri eminenti personalità della poesia latinoamericana, veniva sempre accompagnata da serate di letture curate dall'attrice Marcellina Ruocco.

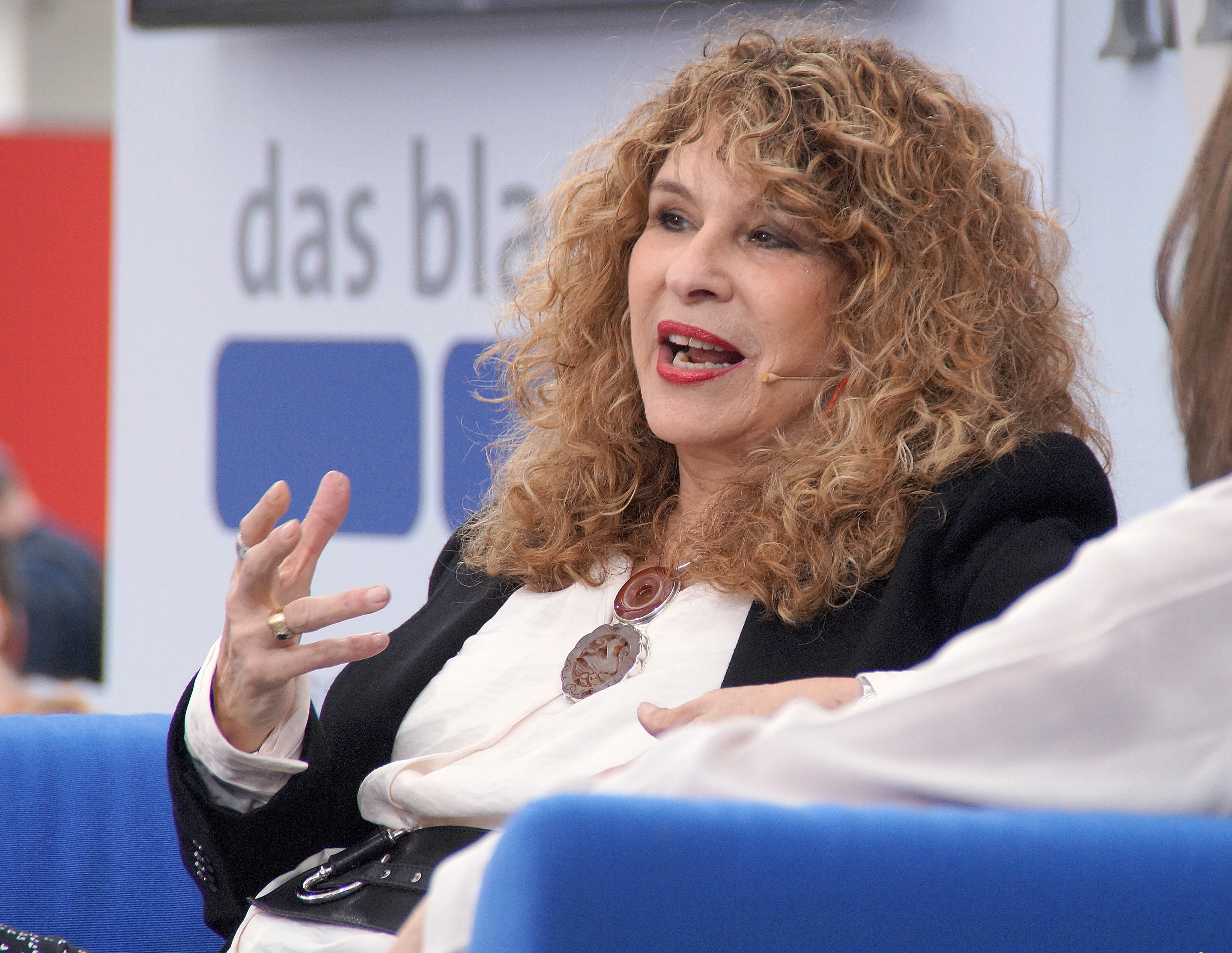
Gioconda Belli, Fiera del libro di Leipzig 2016

## Vita privata
Nel 1967 si sposò. La loro prima figlia, Maryam, è nata nel 1969 seguita da Melissa nel 1973. Dal suo secondo matrimonio, Camilo è nato nel 1978. Si è sposata per la terza volta nel 1987, dalla cui unione è nata Adriana nel 1993.

## Opere

### Poesia
- Sobre la grama (1972)
- Linea de fuego (1978)
- Truenos y arcoiris (1982)
- Amor insurrecto (1985)
- La costola di Eva (De la costilla de Eva, 1987)
- L'occhio della donna (El ojo de la mujer, 1990)
- Apogeo (Apogeo, 1997)

### Narrativa
- La donna abitata (La mujer habitada, 1988)
- Sofia dei presagi (Sofía de los Presagios, 1990)
- Waslala (Waslala, 1996)
- Il paese sotto la pelle (El país bajo mi piel, 2001)
- La pergamena della seduzione (El pergamino de la seducción 2007)
- L'infinito nel palmo della mano (El infinito en la palma de la mano, 2008)
- Nel paese delle donne (2011)
- L'intenso calore della luna ("El intenso calor de la luna") 2015
- Le febbri della memoria ("Las fiebres de la memoria") 2019